# 페덱스
페덱스(FedEx)는 미국의  최대 택배 업체이다. 페더럴 익스프레스(Federal Express)의 약자이며, 정식 명칭은 페덱스 주식회사(FedEx Corporation)이다. 1971년 미국 아칸소주 리틀록에서 프레드릭 스미스에 의해 창립되었고, 1973년 4월 17일부터 서비스를 개시하였다.
하루에 320만개 이상의 화물을 처리하며 전 세계 220개국, 400,000명 이상의 종업원과 50,000개 이상의 지역의 사무소, 659여대의 항공기 그리고 41,000여대의 차량을 운용하고 있다.
FedEx에서 E와 x사이에 화살표가 보인다.
경쟁사는 DHL, UPS 그리고 USPS이다.

## 역사
이 회사는 예일 대학교를 졸업한 프레데릭 W. 스미스(Frederick W. Smith)가 1971년 아칸소주 리틀록에서 페더럴 익스프레스 코퍼레이션(Federal Express Corporation)이라는 이름으로 설립했다. 그는 예일 대학의 학기말 논문에서 회사의 개념을 설명하면서 긴급 배송을 위해 특별히 설계된 시스템을 요구했다. 그의 교수는 그 아이디어에 대해 별로 생각하지 않았지만 스미스는 계속해서 노력했다. 그는 1973년에 멤피스로 사업을 이전하면서 정식 사업을 시작했다. Smith는 국가의 평균 인구 중심지에 가깝고 온화한 날씨 때문에 멤피스 국제공항을 선택했다고 말했다.
회사는 빠르게 성장했고, 1983년에는 10억 달러의 매출을 올렸다. 이는 창립 첫 10년 동안 인수나 합병에 한 번도 참여한 적이 없는 신생 기업으로서는 드문 일이었다. 1984년에는 유럽과 아시아로 사업을 확장했다. 1988년에 화물 운송 전용 항공사인 플라잉 타이거 라인을 인수 후 1989년에 합병하면서 항공 운송 서비스가 가능하게 되었다. 1994년, 페더럴 익스프레스는 마케팅 목적으로 이름을 "페덱스"(FedEx)로 단축하고 수년 동안 사용되었던 별명을 공식적으로 채택했다.
1998년 1월에는, 로버츠 익스프레스, 바이킹 운송 및 칼리버 시스템을 인수한다. 이후 아메리칸 프라이트웨이즈를 인수하여 현재의 페덱스란 이름으로 통합되었다.

## 회사 부서
FedEx는 다음과 같은 주요 운영 부서로 나뉜다.
- FedEx Express.미국 항공 화물 및 국제 배송을 제공하는 일일 택배 서비스이다. FedEx Express는 세계에서 가장 큰 화물 항공기 중 하나이자 가장 큰 광동체 민간 항공기를 보유하고 있다.[3]
- FedEx Ground. FedEx Express보다 저렴한 비용으로 캐나다와 미국의 특정 날짜에 배송을 보장한다. 그것은 독립적인 소유/운영 트럭의 대규모 함대를 운영하고 운전사는 선택된 경로와 배송 지역을 감독하는 독립적인 계약자이다.
- FedEx Service. 다른 FedEx 사업부에 글로벌 마케팅, 계획 및 정보 기술 서비스를 제공한다.
- FedEx Office. 복사, 인쇄, 인터넷 액세스 및 배달과 같은 서비스를 제공한다. 이러한 위치는 FedEx 고객이 발송물을 보관하는 곳이며 복사기 및 셀프 서비스 팩스기, 문구류 포장 및 발송, 상자 및 포장 서비스를 제공하는 곳이다.

## 사진

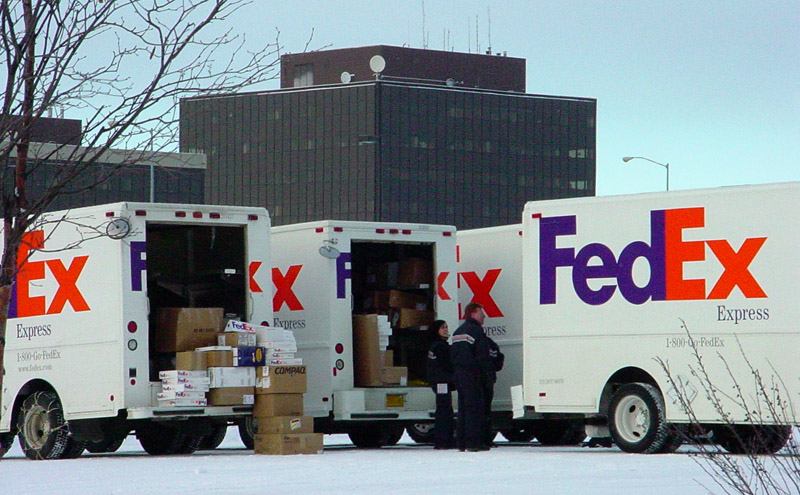
미국 알래스카주 앵커리지에 있는 페덱스 트럭들.
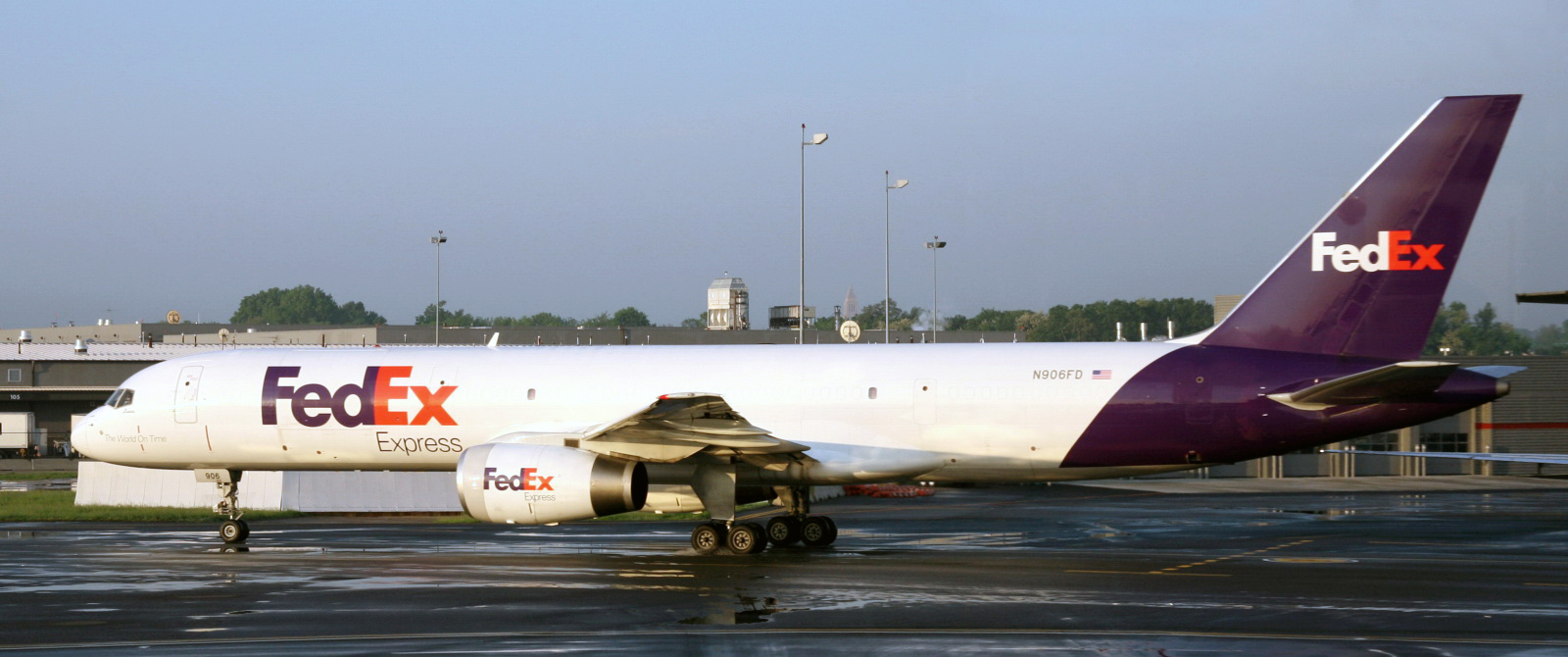
페덱스 익스프레스의 보잉 757

## 같이 보기
- 페덱스 익스프레스
- DHL
- UPS